# دانيال أموريم
دانيال أموريم هو لاعب كرة قدم برازيلي، ولد في 15 سبتمبر 1989 في ريو دي جانيرو في البرازيل. لعب مع نادي أفاي لكرة القدم.

## وصلات خارجية
- دانيال أموريم على موقع قاعدة بيانات كرة القدم.إي يو (الإنجليزية)
- دانيال أموريم على موقع Soccerway.com (الإنجليزية)